# Ardenna carneipes
La berta piedicarnicini (Ardenna carneipes Gould, 1844) è un uccello marino della famiglia dei Procellariidi ampiamente diffuso negli oceani Pacifico e Indiano.

## Descrizione

### Dimensioni
Misura 40–48 cm di lunghezza, per un peso di 533-765 g; l'apertura alare è di 99–116 cm.

### Aspetto
Questo grande uccello marino dalle ali larghe presenta un piumaggio interamente scuro e un robusto becco chiaro. L'intero piumaggio è bruno-nerastro, generalmente con una sfumatura più scura sulla testa, il collo, la parte superiore delle remiganti e la coda. È possibile osservare i margini più marroni delle penne del dorso, dalla mantellina alla coda, che conferiscono un leggero aspetto squamato più marcato sulle scapolari. La parte inferiore delle remiganti è più grigia e più chiara. Le grandi copritrici possono apparire più o meno argentee sotto certi spettri di luce. L'addome può apparire più chiaro e più distintamente chiazzato del resto delle parti inferiori.
L'iride è nera, il becco varia dal rosa al color corno con una macchia scura sulla punta. Le zampe sono rosa-carne, con una sfumatura grigiastra su parte delle dita. I due sessi sono identici, ma il maschio è un po' più grande.
I giovani sono identici agli adulti, ma indossano un piumaggio nuovo da aprile a luglio, periodo in cui gli esemplari più maturi indossano un piumaggio usurato o stanno effettuando la muta. Le berte che nidificano in Australia Meridionale e in Nuova Zelanda sono più grandi di quelle dell'Australia Occidentale. Le berte piedicarnicini possono essere scambiate per berte piedirosa (Ardenna creatopus), ma il loro addome più scuro impedisce questo errore. Numerose specie di berte di colore scuro occupano lo stesso areale, ma spesso differiscono per le dimensioni e la struttura del becco.

### Voce
Le berte piedicarnicini emettono i loro gridi soprattutto di notte dall'interno delle loro tane, ma cantano anche a terra e in volo; ogni tanto fanno udire i loro richiami durante il giorno. In risposta ad altri richiami, emettono dei gug gug gug introduttivi a cui seguono melodiose grida trisillabiche che possono essere trascritte come ku-kooo-ah. La seconda parte del richiamo viene ripetuta 5 o 6 volte e si chiude con un borbottio o crepitio che si spegne dolcemente. Unite insieme, le tre parti del richiamo costituiscono una performance che dura circa 10 secondi.

## Biologia

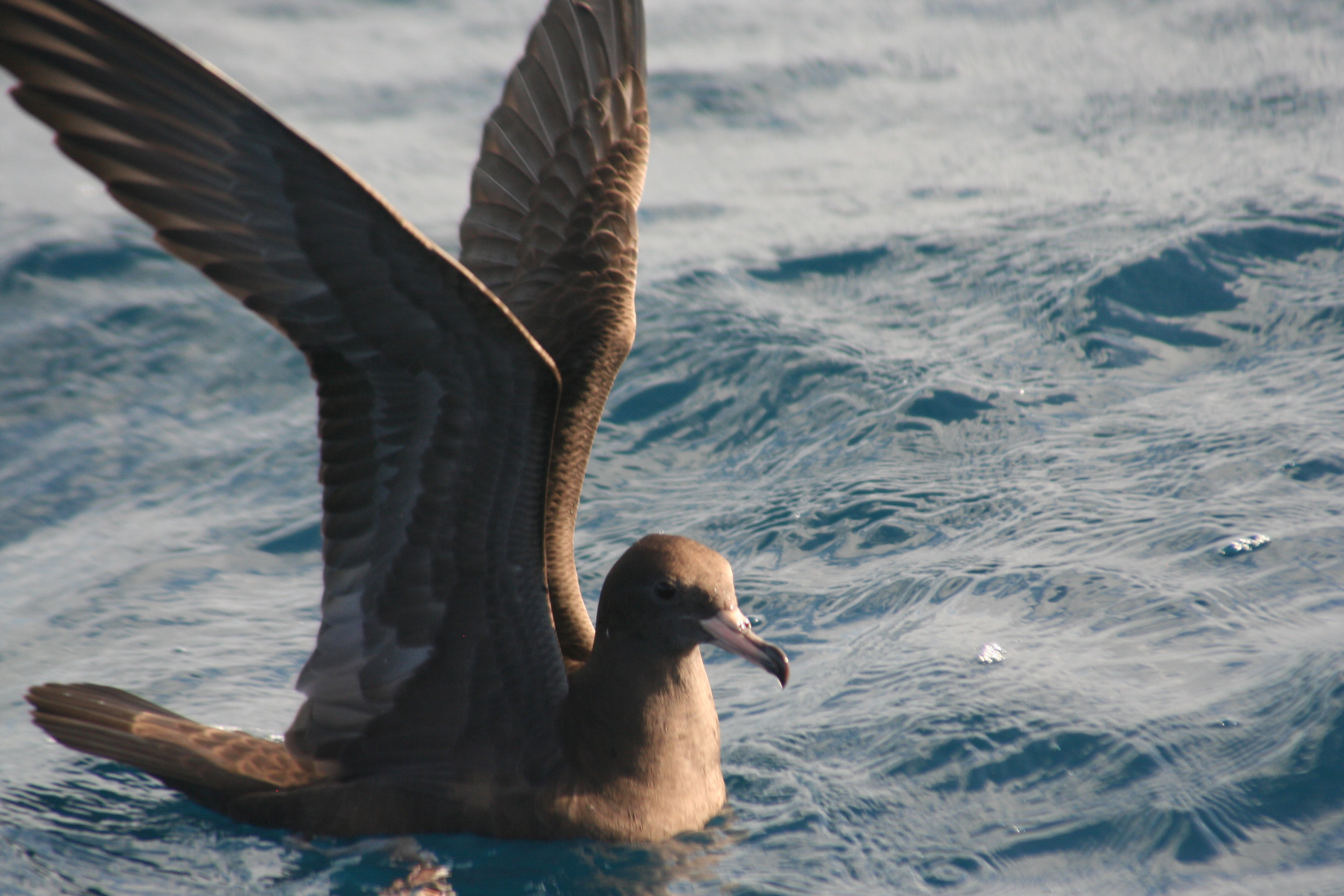
Una berta piedicarnicini.

Le berte piedicarnicini catturano le loro prede soprattutto inseguendole sott'acqua, ma si immergono anche volontariamente fino a profondità di 5 metri sotto la superficie. Durante le migrazioni, e nel Pacifico nord-occidentale, non scendono troppo oltre i 2,5 metri, mentre all'inizio del periodo riproduttivo sono in grado di raggiungere profondità di 8,7 metri.
Le berte piedicarnicini non sono molto gregarie; formano tuttavia bande sciolte che a volte si associano ad altre specie di berte. Questi uccelli seguono spesso i pescherecci con reti da traino, gettandosi sugli scarti che vengono gettati fuori bordo. Le berte piedicarnicini sono attive principalmente di giorno.
Questi uccelli sono dei grandi migratori. Gli esemplari che nidificano a Lord Howe svernano in Corea da marzo a settembre. Quelli che nidificano in Nuova Zelanda si dirigono ancora più a nord fino al mare di Ochotsk. Alcuni, nelle annate in cui le acque sono calde, volano verso la costa occidentale degli Stati Uniti. Gli uccelli che nidificano nell'Australia Occidentale migrano verso l'oceano Indiano e il mar Arabico. Arrivano alla fine di maggio e rimangono lì fino ad agosto. La destinazione degli esemplari che nidificano a Saint-Paul non è ancora stata determinata.

### Alimentazione
Il regime alimentare è poco conosciuto, ma quasi tutti gli osservatori concordano sul fatto che sia costituito principalmente da calamari e pesci, almeno durante la stagione riproduttiva. Tuttavia, degli studi condotti per lunghi periodi in un ambiente stabile hanno rivelato che questi uccelli consumano anche invertebrati dal corpo molle che non sono cefalopodi. Al di fuori del periodo riproduttivo, nel tubo digerente degli animali esaminati sono stati rinvenuti principalmente pesci lanterna della famiglia dei Mictofidi o luccisauri del Giappone (Cololabis saira). Sono stati ritrovati anche altri tipi di prede come i pesci castagna (Brama japonica) e i calamari volanti (Ommastrephes bartramii).

### Riproduzione
La nidificazione inizia alla fine di settembre o all'inizio di ottobre con il ritorno degli uccelli alle loro colonie. Le prime covate vengono deposte tra il 20 novembre e il 12 dicembre, l'involo dei giovani ha luogo a fine aprile o inizio maggio. Queste berte sono rigorosamente notturne e raggiungono i siti di nidificazione circa 30 minuti dopo il tramonto.
Le berte piedicarnicini sono uccelli coloniali che utilizzano le stesse tane dei petrelli aligrandi (Pterodroma macroptera), una specie che nidifica durante l'inverno. Depongono le loro uova in lunghi tunnel che misurano tra 1 e 2 metri di lunghezza. L'uovo, uno per covata, è di colore bianco e misura in media 7 cm per 4,5. La cova dura circa 53 giorni, ma è più breve di 9 giorni sull'isola di Lord Howe.
Alla nascita i pulcini sono ricoperti da un piumino grigio, vengono riscaldati per due giorni e quindi nutriti dai genitori ogni giorno. Man mano che crescono, le dimensioni e il volume dei pasti aumentano, ma la loro frequenza diminuisce. I giovani ingrassano rapidamente; si involano e lasciano il nido nel giro di 92 giorni, quando hanno raggiunto un peso di 545 grammi.
Durante il periodo dell'allevamento dei giovani, quando devono andare in cerca di nutrimento, le popolazioni dell'Australia Occidentale effettuano spedizioni che le portano a quasi 300 chilometri dal loro luogo di nascita. Quelle di Lord Howe effettuano due tipi di viaggio: viaggi brevi di durata inferiore ai tre giorni e viaggi lunghi di durata superiore, con spedizioni che diventano sempre più lunghe man mano che si avvicina il periodo del raggiungimento dell'autosufficienza. A Lord Howe il tasso di successo della covata viene stimato al 60%. Questa specie ha un'aspettativa di vita di 30 anni.

## Distribuzione e habitat
Questi grandi uccelli di mare vivono nell'oceano Indiano e nell'oceano Pacifico; le coste meridionali dell'Australia e quelle dell'isola del Nord della Nuova Zelanda che collegano i due oceani costituiscono il limite meridionale dell'areale. Nel Pacifico il confine settentrionale è costituito da una linea abbastanza diritta che parte dall'isola di Sachalin, passa per l'estremità della Kamčatka, e raggiunge le Aleutine e la penisola dell'Alaska. Nonostante la vasta superficie del suo areale, la berta piedicarnicini è considerata monotipica, cioè non è suddivisa in sottospecie.
I siti di nidificazione più conosciuti sono situati sull'isola di Saint-Paul (nell'oceano Indiano meridionale), nell'Australia sud-occidentale, sull'isola di Lord Howe (a est dell'Australia) e sulle piccole isole neozelandesi al largo dell'isola del Nord e nello stretto di Cook che separa le due isole principali della Nuova Zelanda.
Le berte piedicarnicini sono una specie esclusivamente pelagica e marina. È possibile osservarle principalmente al largo della costa sulle acque che ricoprono la piattaforma continentale.
Questi uccelli nidificano su colline boscose, in particolare quelle ricoperte di boscaglie e foreste. Si riproducono anche sulle pendici o sui versanti erbosi che si affacciano sull'oceano.

## Conservazione
Secondo Handbook of the Birds of the World, la berta piedicarnicini non è una specie minacciata nel futuro immediato. La popolazione globale è stimata in diverse centinaia di migliaia di esemplari, forse tra 230 e 650.000 individui maturi di cui tra 20 e 40.000 nidificano a Lord Howe e tra 100 e 200.000 coppie in Australia Occidentale. La popolazione della Nuova Zelanda sarebbe costituita da 25-50.000 coppie che vivono in molte piccole isole fino allo stretto di Cook. Recentemente le popolazioni della Nuova Zelanda sono state classificate «a rischio», in quanto sono diminuite notevolmente, soprattutto a causa del degrado ambientale e della diminuzione dei siti di riproduzione. Alcuni uccelli finiscono tra le catture accessorie e accidentali nelle reti dei grandi pescherecci, ma questo fenomeno non ha un impatto molto importante sulla popolazione. Il turismo contribuisce alla distruzione dei paesaggi e alla riduzione della capacità portante dei siti di nidificazione adeguati. I predatori introdotti come i gatti, i ratti e i maiali hanno ancora un impatto significativo sull'evoluzione delle popolazioni, specialmente nelle piccole isole. Per tutta questa serie di motivi, la specie è classificata come «prossima alla minaccia» (Near Threatened).